# Nermin Šabić
Nermin Šabić (Zenica, 21. decembar 1973) bivši je bosanskohercegovački fudbaler i reprezentativac. Trenutno je trener reprezentacije BiH do 17 godina.

## Karijera

### Klupska karijera
Šabić je počeo da igra u zeničkom Čeliku (najznačajnija je sezona 1990/91). Posle je prešao u Crvenu zvezdu iz Beograda, ali početkom jugoslovenskih ratova napustio je klub zajedno sa Goranom Jurićem i Robertom Prosinečkim.
Potom je prešao u Hrvatsku, gde je skoro celu deceniju igrao u hrvatskoj Prvoj ligi, prvo sa Dubravom, Zagrebom, Interom Zaprešićem, Osijekom i Zadrom, a potom i sa Dinamom iz Zagreba, poznatim tada kao Kroacija Zagreb, između 1997. i 2001. godine, osvajajući sa njima tri prvenstva (poslednja tri od pet osvojenih u nizu) i dva kupa. Drugu polovinu sezone 2000/01. proveo je igrajući za sarajevski Željezničar, a sa njima je osvojio i duplu krunu.
Onda se vratio u Hrvatsku i bio deo ekipe Zagreba koja je postala prvak u sezoni 2001/02. Nakon toga, odigrao je tri sezone u Kini sa Čangčun Jatajem, pre nego što se vratio u svoj matični klub Čelik, u kojem je i završio karijeru — 2010. godine.

### Reprezentativna karijera

#### Hrvatska do 21
Od 1994. do 1995. godine Šabić je predstavljao reprezentaciju Hrvatske do 21 godine, zabeleživši 6 nastupa.

#### BiH
Pridružio se reprezentaciji Bosne i Hercegovine i između 1996. i 2008. godine upisao 35 nastupa uz postignut jedan gol za nacionalni tim.

### Trenerska karijera
Nakon završetka igračke karijere, Šabić je bio na položaju direktora Čelika iz Zenice (2011), a u junu 2015. godine postao je pomoćnik direktora Ibrahima Rahimića u klubu Mladost Doboj Kakanj koji je bio novi premijerligaš BiH i gde je takođe vršio funkciju glavnog koordinatora u mlađim kategorijama.
Šabić je 13. juna 2017. postao novi trener kluba Prve lige FBiH Zvijezda iz Gradačca. Dana 10. aprila 2018. godine napustio je Zvijezdu i postao trener Mladosti Doboj Kakanj. Zvanično je klub preuzeo sutradan, 11. aprila. Nakon obeshrabrujućeg početka u prvenstvu koji je kulminirao 15. avgusta 2018. porazom 0 : 1 u 93. minuti protiv ekipe Širokog Brijega, Šabić je napustio klub sledeći dan.
Kratko, od januara do februara 2019. godine, bio je trener kluba kineske druge lige — Šansi metropolis. Šabić je od 8. septembra 2019. godine postao novi trener kluba Prve lige FBiH TOŠK Tešanj. U svojoj prvoj utakmici kao trener TOŠK-a, njegov tim je kod kuće u domaćem ligaškom meču savladao Metallege-BSI sa 2 : 1. TOŠK je napustio 23. decembra 2019. godine, preuzevši dva dana ranije mesto glavnog trenera reprezentacije Bosne i Hercegovine do 17 godina, 21. decembra. Zvanično je mesto selektora preuzeo četiri dana kasnije, 27. decembra, potpisavši ugovor sa bosanskohercegovačkim savezom.

#### Statistika kao trener
| Tim                     | Nac.                | Od                 | Do                 | Statistika | Statistika | Statistika | Statistika | Statistika | Statistika | Statistika | Statistika |
| Tim                     | Nac.                | Od                 | Do                 | U          | P          | N          | I          | DG         | PG         | GR         | %P         |
| ----------------------- | ------------------- | ------------------ | ------------------ | ---------- | ---------- | ---------- | ---------- | ---------- | ---------- | ---------- | ---------- |
| Zvijezda Gradačac       | Босна и Херцеговина | 13. jun 2017.      | 9. april 2018.     | 21         | 12         | 6          | 3          | 27         | 8          | +19        | 057,14     |
| Mladost Doboj Kakanj    | Босна и Херцеговина | 11. april 2018.    | 15. avgust 2018.   | 11         | 2          | 2          | 7          | 11         | 22         | −11        | 018,18     |
| Šansi metropolis        | Кина                | 1. januar 2019.    | 25. februar 2019.  | 0          | 0          | 0          | 0          | 0          | 0          | +0         | —          |
| TOŠK Tešanj             | Босна и Херцеговина | 8. septembar 2019. | 23. decembar 2019. | 12         | 7          | 1          | 4          | 29         | 17         | +12        | 058,33     |
| Bosna i Hercegovina U17 | Босна и Херцеговина | 27. decembar 2019. | danas              | 0          | 0          | 0          | 0          | 0          | 0          | +0         | —          |
| Ukupno                  | Ukupno              | Ukupno             | Ukupno             | 44         | 21         | 9          | 14         | 67         | 47         | +20        | 047,73     |

## Osvojeni trofeji

### Klupski trofeji
| Klub          | Trofej                   | Sezona          |
| Hrvatska      | Hrvatska                 | Hrvatska        |
| ------------- | ------------------------ | --------------- |
| Dinamo Zagreb | Prva HNL                 | 1997/98         |
| Dinamo Zagreb | Hrvatski kup             | 1997/98 2000/01 |
| Zagreb        | Prva HNL                 | 2001/02         |
| BiH           |                          |                 |
| Željezničar   | Premijer liga BiH        | 2000/01         |
| Željezničar   | Bosanskohercegovački kup | 2001            |

## Spoljašnje veze
- Nermin Šabić na sajtu Soccerway (jezik: engleski)